# Andrea Bocelli

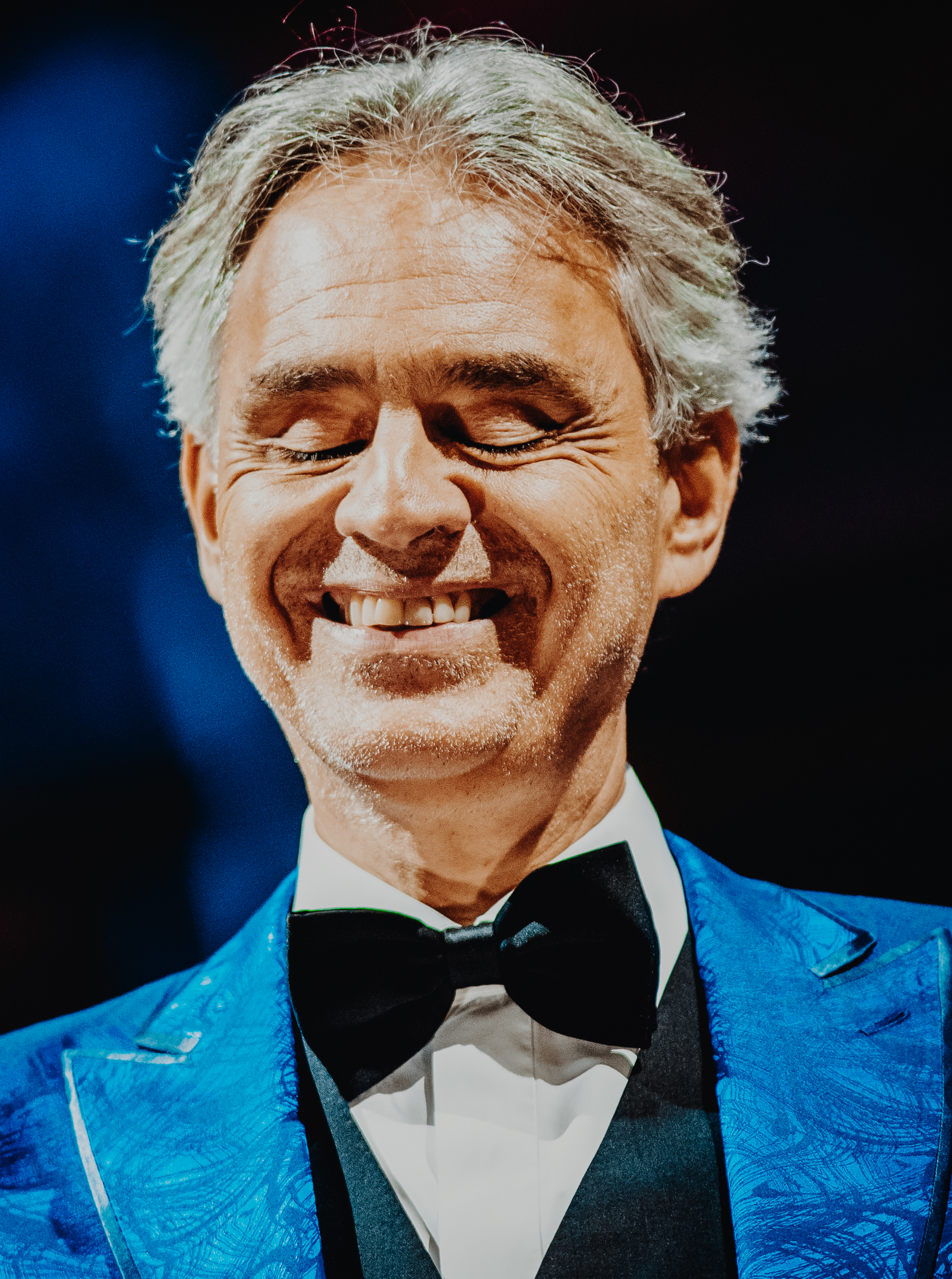
Andrea Bocelli (2019)

Andrea Bocelli, GUO (* 22. September 1958 in Lajatico bei Volterra, Toskana) ist ein italienischer Sänger (Tenor), Songwriter und Produzent. Zunächst sang Bocelli hauptsächlich Pop wie in den Alben Bocelli (1995) und Romanza (1997). Ab den späten 1990er Jahren veröffentlichte er auch Alben mit klassischem Schwerpunkt, beispielsweise mit Opernarien. Seine Alben erreichten vielfache Platin-Auszeichnungen sowie hohe Platzierungen in den Billboard Charts und wurden bislang über 85 Millionen Mal verkauft. Er ist damit der Tenor mit den weltweit meistverkauften Tonträgern.
Bocelli absolvierte zahlreiche internationale Tourneen und trat vor prominenten Persönlichkeiten, Politikern und gekrönten Häuptern auf, darunter die US-Präsidenten Bill Clinton und George W. Bush sowie Silvio Berlusconi, Papst Johannes Paul II., Papst Benedikt XVI., Prinzessin Caroline von Monaco und die englische Königsfamilie.

## Leben und Karriere

### Jugend und Ausbildung
Andrea Bocelli wurde mit Glaukom geboren, wodurch mit zunehmendem Alter sein Sehvermögen fortschreitend beeinträchtigt wurde. Auch 27 während seiner Kindheit vorgenommene Operationen konnten den Verlust der Sehkraft nicht aufhalten. Bocelli wuchs auf dem Bauernhof der Familie im Dorf Lajatico auf und erhielt im Alter von sechs Jahren ersten Klavierunterricht. In der Jugend erlernte er zudem Flöte, Saxophon und Klarinette. Mit zwölf Jahren gewann er den ersten Gesangswettbewerb Margherita d’Oro mit dem Lied O sole mio. Im selben Jahr wurde er während eines Schulturniers von einem Fußball am Kopf getroffen; wenig später erblindete Bocelli vollständig.
Nach dem Abitur begann er 1980 das Studium der Rechtswissenschaft und arbeitete ein Jahr als Rechtsanwalt, nebenbei nahm er gleichzeitig Gesangsunterricht bei Luciano Bettarini, Paolo Washington und Alain Billard. Er war später auch ein Schüler von Franco Corelli und nahm an einem von Corelli geleiteten Wettbewerb teil, wobei er in die Endrunde gelangte. Zu Beginn sang und spielte Bocelli in verschiedenen Bars, unter anderem Stücke von Frank Sinatra. Dort lernte er 1987 seine spätere Frau kennen, woraufhin er über eine Aufgabe seiner musikalischen Laufbahn nachdachte. Mit einer weiteren Leidenschaft, dem Theater, schloss er wegen seiner Erblindung ab.
Im Jahr 2013 holte er seinen Gesangsabschluss am Conservatorio Giacomo Puccini in La Spezia nach.

### Künstlerische Laufbahn 1992–1999
Bocelli wurde 1992 vom italienischen Rocksänger Zucchero für das Lied Miserere engagiert, nachdem Luciano Pavarotti die Zusammenarbeit abgesagt hatte. Caterina Caselli wurde seine Managerin, später auch seine Produzentin. 1993 begleitete er Zucchero auf dessen internationaler Tournee, wobei er auch Arien wie Nessun Dorma sang, und erhielt im selben Jahr einen Plattenvertrag bei Sugar Records.
Im November 1993 trat er mit dem Lied Miserere beim Sanremo-Festivals 1994 auf und gewann damit die Vorrunde. Beim eigentlichen Festival im Februar 1994 sang er Il mare calmo della sera und erzielte mit einer Rekordpunktzahl den ersten Platz in der Newcomer-Kategorie. Sein erstes Album Il mare calmo della sera erreichte unmittelbar nach der Veröffentlichung 1994 die höchsten Plätze der Charts und wurde einige Wochen später mit Platin ausgezeichnet. Ebenfalls 1994 wirkte er bei einer Benefizveranstaltung von Luciano Pavarotti in Modena mit und sang die Rolle des Macduff in Verdis Macbeth am Teatro Verdi in Pisa. Seine nächste Tournee bestritt er mit der Popsängerin Gerardina Trovato und trat erstmals in der Oper in Pisa auf. An Heiligabend 1994 sang er in Rom im Beisein von Papst Johannes Paul II. das Weihnachtslied Adeste Fideles.
Dem breiten Publikum wurde Bocelli mit dem Lied Con te partirò bekannt, mit dem er 1995 beim Sanremo-Festival den vierten Platz belegte und das er für sein mehrfach mit Platin ausgezeichnetes Album Bocelli (1995) aufnahm. Es folgte im selben Jahr sein erstes klassisches Album Viaggio Italiano, wofür er 1997 den Echo für Best seller of the year erhielt. Es schlossen sich Auftritt in den Niederlanden und Belgien sowie bei der Night of the Proms an. Das Lied Con te partirò wurde für ein Duett mit der englischen Sopranistin Sarah Brightman und dem London Symphony Orchestra in die englische Version Time to Say Goodbye umgeschrieben und außerdem als Abschiedslied für den Boxer Henry Maske 1996 aufgenommen. Der englische Titel wurde anschließend ein Nummer-eins-Hit in Deutschland, Österreich und der Schweiz; die Single erhielt zahlreiche Platinauszeichnungen.
Die spanischen Charts eroberte Bocelli 1996 mit einem Duett mit Marta Sánchez, mit der er Vivo por ella, die spanische Variante von Vivo per lei, sang. 2024 nahm er das Lied mit der kolumbianischen Pop-Sängerin Karol G im Rahmen eines neuen Duets neu auf. Dieselbe Single wurde ins Französische übersetzt und erreichte unter dem Titel Je vis pour elle mit Hélène Ségara im Dezember 1997 die Spitze der französischen Charts. Ebenso erfolgreich wurde das Lied in Wallonien. Im Frühjahr 1997 erschien sein erstes internationales Album Romanza, das in vielen Ländern mit Multiplatin ausgezeichnet wurde. Im März trat er in Hamburg mit Sarah Brightman auf und erhielt gemeinsam mit ihr den Echo für die beste Single des Jahres. Es folgte eine Deutschlandtournee mit dem Repertoire des Albums Bocelli. Im selben Jahr trat er beim Puccini Festival in Torre del Lago und in Paris vor dem Papst auf. Sein Konzert an der Piazza dei Cavallieri im Herbst 1997 wurde aufgenommen und unter dem Namen A Night in Tuscany (italienisch: Una notte nella Toscana) veröffentlicht. Zudem erhielt er eine weitere Echo-Auszeichnung in der Kategorie Klassik für Viaggio Italiano als meistverkauftes Album. Im Vatikanstaat gab er ein Benefizkonzert zur Bekämpfung des Hungers in der Welt. Im Oktober 1997 erhielt er einen Bambi in der Kategorie Klassik.
Sein Operndebüt gab Bocelli im Februar 1998 als Rodolfo in La Bohème am Teatro Comunale in Cagliari unter der musikalischen Leitung von Steven Mercurio. Nach der Veröffentlichung seines Albums Album Aria – The Opera Album (1998) folgte sein Debüt in den USA im John F. Kennedy Center for the Performing Arts und er sang am 20. April vor dem Weißen Haus in Anwesenheit des US-Präsidenten Bill Clinton. In Monte Carlo wurde er mit zwei World Music Awards als bester italienischer Sänger und als bester klassischer Interpret ausgezeichnet. Er konzertierte im Norden und Süden Amerikas, u. a. im ausverkauften Madison Square Garden. Zudem trat er gemeinsam mit Céline Dion auf. 1999 gab er ebenfalls Konzerte in den Vereinigten Staaten, zum Beispiel im Hotel Bellagio am Las Vegas Strip. Bei der 56. Verleihung des Golden Globes erhielt er für sein Duett mit Céline Dion eine dieser Auszeichnungen für die beste Filmmusik. Das Lied wurde auch für einen Oscar nominiert. Für das im März 1999 erschienene Album Sogno wurde er für einen Grammy in der Kategorie Best New Artist nominiert. Im selben Jahr führte eine Tournee an die Westküste Nordamerikas von San Diego bis Vancouver, die er mit einem Auftritt vor 18.000 Zuschauern in Los Angeles abschloss. Auf die Einladung des Regisseurs Steven Spielberg sang Bocelli im Mai auf einer Veranstaltung der Demokratischen Partei unter Anwesenheit von Bill Clinton. Im Münchner Olympiastadion sang er bei einem Benefizkonzert von Michael Jackson für unter Hunger leidende Kinder.
Im Sommer 1999 übernahm Bocelli in Rom eine Gastrolle in der Operette Die lustige Witwe. Im Herbst absolvierte er Auftritte in Osteuropa, u. a. im Großen Theater in Łódź und sang die Titelpartie in Massenets Oper Werther am Detroit Opera House sowie am Michigan Opera Theater (MOT). Außerdem trat er im Rodeo Drive in Hollywood und in Detroit, Cleveland und Chicago auf. Der damalige New Yorker Bürgermeister Rudy Giuliani verlieh Bocelli die Auszeichnung Crystal Apple für verdiente Persönlichkeiten der Stadt. Sein Album Sacred Arias (1999) erreichte schon in kurzer Zeit die Classic Billboard-Charts und sorgte dafür, dass Bocelli als einziger Vokalist alle drei obersten Platzierungen dieser Chartliste zur selben Zeit vertrat; auf Platz zwei war sein Album Aria, Viaggio Italiano belegte den dritten Platz. Sacred Arias enthält ausschließlich geistliche Musik und beinhaltet auch die Hymne des „Heiligen Jahres“ 2000, ausgewählt vom Vatikan.
In Florenz sang er bei einem Treffen der Mitte-links-Staatsoberhäupter und wurde von Königin Elisabeth II. nach Birmingham zur Royal Variety Performance eingeladen. Ende November 1999 erschien in Italien seine Autobiografie La musica del silenzio. Ende des Jahres sang er in einigen Städten Europas unter der Leitung von Lorin Maazel, einige Konzerte wurden vom lokalen Fernsehen ausgestrahlt.

### 2000–2005
Seine World Tour 2000 startete im März, dabei trat er auch in Japan und Südkorea auf. Im Mai wurde das Album Sacred Arias von Zuhörern des britischen Rundfunksenders Classic FM zum Album des Jahres gewählt. Nach der Fußball-Europameisterschaft 2000 gab er gemeinsam mit Waleri Gergijew und Renée Fleming bei Rotterdam ein Konzert. In Rom sang er in Verdis Messa da Requiem. Sein Album Verdi kam im September 2000 heraus, und er trat im selben Monat in Australien auf. Eine weitere Echo-Auszeichnung erhielt er in der Kategorie Bestseller of the year für sein Album Sacred Arias. Im November wurde seine erste vollständige Opernpartie La Bohème veröffentlicht, wo er die Rolle des Rodolfo sang. In Deutschland wurde er mit der Goldenen Europa für klassische Musik ausgezeichnet.
Im Januar 2001 übernahm er die Hauptrolle in der Oper L’amico Fritz von Pietro Mascagni am Teatro Filarmonico Verona, im März erschien Verdis Messa da Requiem mit Bocelli als Album. Im Anschluss daran absolvierte er eine Tournee durch Nordamerika gemeinsam mit Cecilia Gasdia. Am 17. Juni gab er ein Konzert zur Feier der Wiedereröffnung des Schiefen Turms von Pisa. Er trat in Irland auf mit zwei Konzerten in Dublin, stellte im Oktober in Venedig sein neues Album Cieli di Toscana vor und wurde für bisher etwa 40 Millionen verkaufte Alben weltweit gewürdigt. Im Oktober 2001 sang er bei der Eröffnung der Feier zum 200. Geburtstag des Komponisten Vincenzo Bellini. Außerdem sang er in New York anlässlich der Terroranschläge des 11. Septembers am Ground Zero Schuberts Ellens dritter Gesang. Für sein Album Cieli di Toscana erhielt er den Platinum Europe Award für eine Million verkaufte Exemplare. Er wurde ferner mit einem Italian Music Award als Botschafter der italienischen Musik auf der Welt ausgezeichnet. Im Dezember 2001 sang er im italienischen Senat, was zum ersten Mal durch das italienische Fernsehen ausgestrahlt wurde. Sein Lied Canto della terra wurde als musikalisches Thema für die Fußball-Weltmeisterschaft 2002 ausgesucht.
Im Februar 2002 wurde Bocelli in Berlin mit der Goldenen Kamera in der Kategorie Music & Entertainment ausgezeichnet und kurz darauf mit zwei World Music Awards als bestverkaufter klassischer Interpret und bestverkaufter italienischer Sänger. Er war zu Gast bei der Eröffnung des Walt Disney Studio Park in Paris und erhielt im Mai mit Toni Renis eine Auszeichnung für das Lied Cuore. Außerdem gewann er einen BRIT Award für seine „herausragenden Leistungen in der Musik“. Ebenfalls im Mai 2002 gab er ein Konzert in Rom unter Anwesenheit des US-Präsidenten George W. Bush sowie Italiens Ministerpräsidenten Silvio Berlusconi und wirkte erstmals beim Konzert Pavarotti & Friends in Modena mit. In der Oper Madama Butterfly übernahm er die Rolle des Pinkerton beim 48. Puccini-Festival in Torre del Lago. Im Oktober 2002 präsentierte er gemeinsam mit Lorin Maazel sein neues Album Sentimento, das innerhalb von vierzig Tagen über zwei Millionen Mal verkauft wurde. Anschließend startete er seine gleichnamige Tournee durch Europa und Nordamerika, unter anderem mit einem Konzert im Londoner Wembley-Stadion.
Im März 2003 fungierte Bocelli erstmals als Produzent, als beim Sanremo-Festival die jungen Sänger Allunati und Jacqueline Ferry für sein neues Label Clacksong auftraten. Im Mai wurde Bocellis zweite komplett von ihm interpretierte Oper Tosca veröffentlicht. Im Juni setzte er seine Tournee Sentimento in Griechenland und auf Zypern fort und trat im September für die Justizminister und Innenminister der Europäischen Union im Parco della Musica in Rom auf.
Er gewann den UK National Music Award im Oktober 2003 als Favourite Specialist Performer, gab im November einige Konzerte in den USA und trat kurz darauf zum ersten Mal in China auf. Ende Dezember sang er auf Pavarottis Hochzeit in Modena das Ave Maria.
Im folgenden Jahr 2004 sang er mehrfach die Titelpartie in der Oper Werther. Er gab mehrere Konzerte in Asien und besuchte Manila, Hongkong und Singapur. Im Mai folgte er der Einladung zum von Quincy Jones initiierten Konzertes We are the Future in Rom beim Circus Maximus und war außerdem zu Gast bei Jones Benefizkonzert in Rom, das bis zu einer Million Besucher gehabt haben soll. Im Juni wurde seine dritte komplette Oper Il trovatore eingespielt. Anschließend wirkte er beim 50. Puccini-Festival und bei der musikalischen Gestaltung der Olympischen Spiele in Athen mit.
Es folgten Konzerte in Australien und Neuseeland, wo er von der Sopranistin Hayley Westenra begleitet wurde, sowie in Peking und Shanghai. Im Dezember 2004 sang Bocelli beim Konzert anlässlich der Verleihung des Friedensnobelpreises zu Ehren der Preisträgerin Wangari Maathai. Er trat dort unter anderem mit Joss Stone und Chris Botti auf, mit dem er später für Vivere – The Best of Andrea Bocelli zusammenarbeitete.
2005 konzertierte er unter anderem in Ungarn, Deutschland, Norwegen, den Vereinigten Staaten, Großbritannien, Italien, Schweiz, Serbien, Italien, Kroatien, Dubai und Skandinavien. Im März trat er beim Benefizkonzert Music for Asia in Rom für die Erdbebenopfer am Indischen Ozean 2004 auf. Zudem gastierte er an der Deutschen Oper Berlin, in Wales beim Feanol Festival und beim Konzert von Life 8 bei Paris. Im Dezember 2005 sang er am Lake Las Vegas erstmals zeitgenössische Musik. Dieses Konzert wurde unter dem Titel Under the Desert Sky auf DVD veröffentlicht. Anschließend nahm er an der Royal Christmas Show in den Vereinigten Staaten teil, die ihn durch viele große Städte des Landes führte. In dieser Zeit wurde das Album Werther veröffentlicht.

### 2006–2010

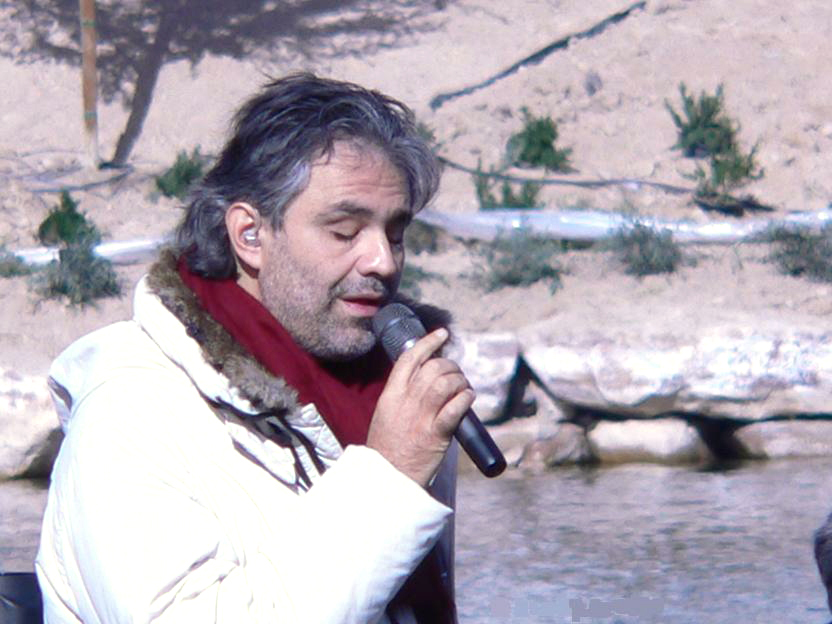
Andrea Bocelli bei einem Konzert 2006

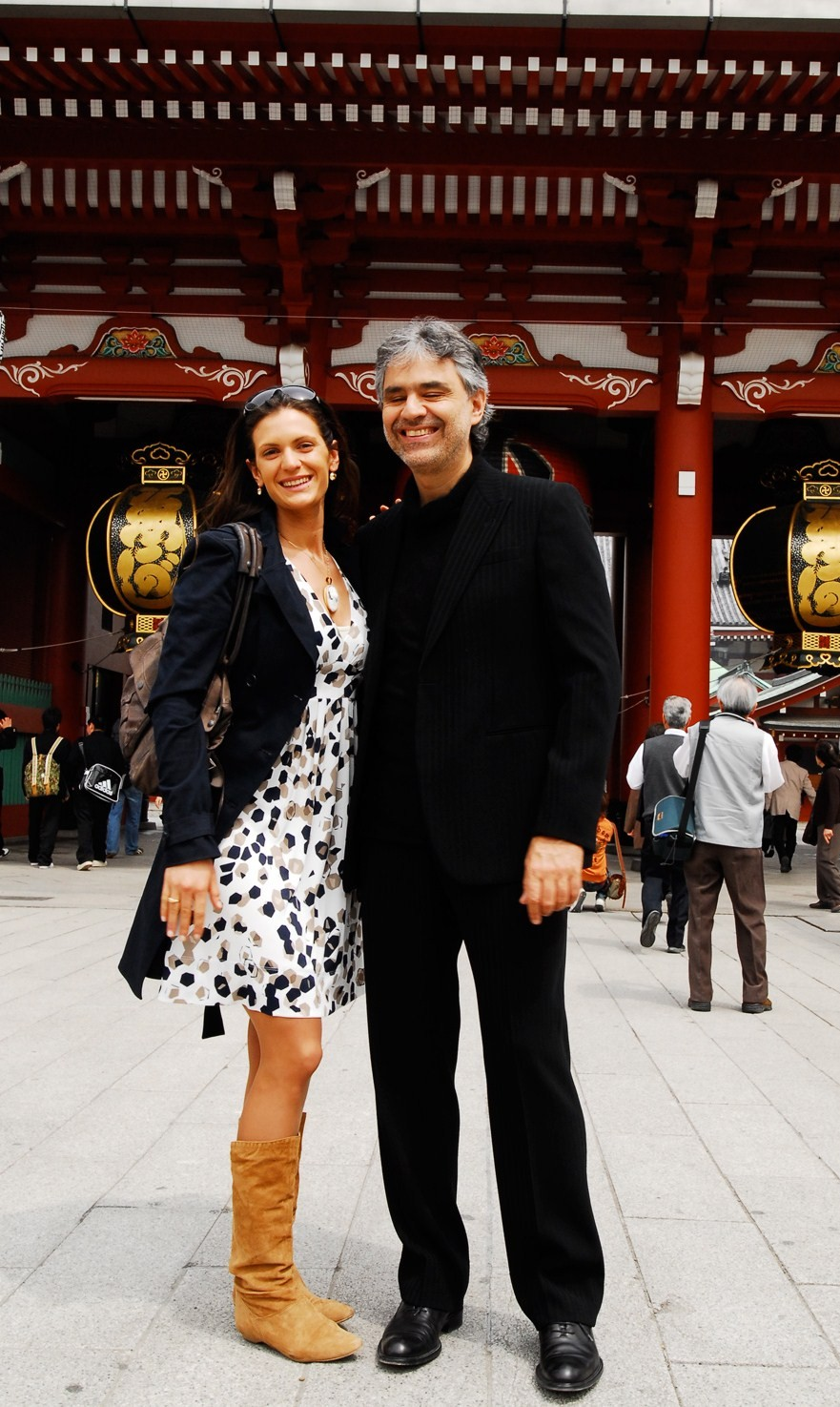
Andrea Bocelli mit Veronica Berti während seiner Asientournee 2008

Im Februar 2006 sang Bocelli im Toyota Center anlässlich des All-Star Weekend der NBA, der US-amerikanischen Profibasketballliga sowie bei den Olympischen Winterspielen in Turin. Anschließend folgte eine weitere weltweite Tournee. Im März wurde er während des Sanremo-Festivals, bei dem er ein Duett mit Christina Aguilera sang, vom italienischen Staatspräsidenten Carlo Azeglio Ciampi für sein weltweites Engagement als Sänger in den Status eines Grande Ufficiale Ordine al Merito della Repubblica Italiana erhoben.
Er nahm am Maggio Musicale Fiorentino teil und wirkte in Neapel bei der Aufführung von Rossinis Petite Messe solennelle mit. Im April arbeitete er kurz für die US-amerikanische Sendung American Idol, wo er die Teilnehmer, die unter dem Motto Greatest Love Song singen sollten, musikalisch unterstützte. Zu Beginn der Fußball-Weltmeisterschaft 2006 in Deutschland sang er mit Gianna Nannini und trat im Herbst in Amerika mit der New York Philharmonic auf.
2007 sang er unter anderem im Musical Das Phantom der Oper im Londoner Wembley-Stadion; erstmals in der Avery Fisher Hall in New York; beim Filmfestival in Rom mit Arien aus Il trovatore, Rigoletto und Tosca sowie im New Yorker Madison Square Garden. Sein Album Pagliacci wurde veröffentlicht mit Bocelli in der Rolle des Canio. Er gewann im selben Jahr außerdem zwei Preise bei den World Music Awards, als bester italienischer Sänger und verkaufsträchtigster Klassiksänger weltweit. Ende des Jahres 2007 beendete er seine Tournee mit mehreren Auftritten in Nordamerika und Europa. Im September 2007 sang Bocelli auf der Beerdigung von Luciano Pavarotti das Ave verum corpus von Mozart.
Im Januar 2008 wurde Bocelli mit dem italienischen Fernsehpreis Telegatto in Platin für die italienische Musik weltweit ausgezeichnet. In diesem Jahr gab er Konzerte unter anderem in Tokio, Taichung, Taiwan, Seoul sowie in Slowenien. Am Teatro delle Muse in Ancona gab er ein Benefizkonzert für arme und behinderte Kinder sowie ein Konzert vor mehr als 80.000 Menschen zum Geburtstag der Italienischen Republik in Mailand. In Rom sang er den Don José in der Oper Carmen. Anlässlich des 150. Geburtstags von Giacomo Puccini trat er beim Veneto Festival auf. Weitere Auftritte absolvierte er 2008 in der Ruinenstadt Petra gemeinsam mit Laura Pausini und anlässlich der Echo-Verleihung in Deutschland mit Cecilia Bartoli, wo er einige Stücke aus seinem neu erschienenen Album Incanto sang. Mit Plácido Domingo sang er im November 2008 in Washington in Rossinis Petite Messe Solenelle. Es folgte ein Auftritt mit Verónica Villarroel in Mascagnis Cavalleria rusticana in San Antonio (Texas).
2009 gab Bocelli sein Debüt in Abu Dhabi und bereiste außerdem die spanischsprachigen Länder Südamerikas, wo er in der Dominikanischen Republik mit dem Orden al Mérito Duarte, Sánchez y Mella en el Grado de Gran Oficial für seine Mitwirkung für die internationale Kunst und Kultur ausgezeichnet wurde. Im selben Jahr trat er an der Deutschen Oper Berlin mit Arien von Pietro Mascagni auf, sang außerdem zugunsten der Erdbebenopfer in der italienischen Stadt L’Aquila im Kolosseum. und interpretierte Il Gladiatore von Georg Friedrich Händel als Erkennungslied für die neue Saison der UEFA Champions League während der Eröffnungsfeierlichkeiten. Auch sang er für die Opfer des Zugunglücks in Viareggio. Im Rahmen der Classic Open in Leipzig trat er unter Andrea Bocelli & Friends gemeinsam mit anderen Sängern auf. Im November veröffentlichte er das Album My Christmas mit hauptsächlich traditionellen Weihnachtsliedern, wobei einige Titel in Zusammenarbeit mit Natalie Cole und Mary J. Blige entstanden.

### Ab 2010
Im Rahmen der Verleihung der Grammy Awards im Januar 2010 sang Bocelli zusammen mit Mary J. Blige das Lied Bridge Over Troubled Water. Einnahmen aus einem Wohltätigkeitsprojekt in diesem Zusammenhang kamen dem Roten Kreuz für die Erdbebenopfer in Haiti zugute. Im Februar trat Bocelli anlässlich der jährlichen Los Angeles Italia Film, Fashion and Art Fest auf, im Rahmen dieser Veranstaltung entstand auch eine Dokumentation über den Sänger mit dem Titel Andrea Bocelli: The Story Behind the Voice. Im März erfolgte die Veröffentlichung der Oper Andrea Chénier von Umberto Giordano mit Bocelli in der Titelrolle sowie unter anderem mit Violeta Urmana und Lucio Gallo. Bocelli erhielt am 2. März den 2402. Stern auf dem Walk of Fame in Hollywood, der vor dem Roosevelt Hotel installiert wurde.
Im Mai 2010 sang Bocelli bei der Eröffnungsfeier der Messe Expo China die Arie Nessun Dorma. Weitere Auftritte folgten in Hongkong und in der Taipei Arena in Taiwan sowie in Palm Valley gemeinsam mit unter anderem Andrea Griminelli und Delta Goodrem. Bocelli erhielt 2010 den World Music Award in der Kategorie World’s Best Classical Artist. Mit Bryan Adams und Pretty Yende trat er im Juli zwei Tage vor Beginn des Finalspiels im Rahmen der Fußball-Weltmeisterschaft in Südafrika auf. Das Album Carmen: Duetts and Arias mit Ausschnitten aus der Oper Carmen wurde 2010 veröffentlicht.
Gemeinsam mit dem britischen Sänger Ed Sheeran wurde 2017 eine Duett-Version von dessen Single Perfect unter dem Titel Perfect Symphony veröffentlicht. Im September 2017 hatte The Music of Silence Premiere, die Verfilmung seiner frühen Biografie.
2018 gastierte er unter anderem in der Kölner Lanxess Arena gemeinsam mit dem KölnChor. Am Ostersonntag 2020 gab er ein Online-Konzert im Mailänder Dom, begleitet vom Organisten der Kathedrale, Emanuele Vianelli. Am 11. Juni 2021 sang er bei der Eröffnung der Fußball-Europameisterschaft die Arie Nessun dorma.

## Auftritte in Fernsehshows
Bocelli war zu Gast in zahlreichen Fernsehsendungen und Fernsehshows, darunter zum Beispiel bei der José-Carreras-Gala in Leipzig, mehrfach bei Wetten, dass..? (erstmals 1999) sowie bei Zimmer frei! (2006), in der Jay Leno’s Tonight Show (1999), bei der Gala Ein Herz für Kinder (2004) und in der Oprah Winfrey Show (2008).

## Teatro del Silenzio

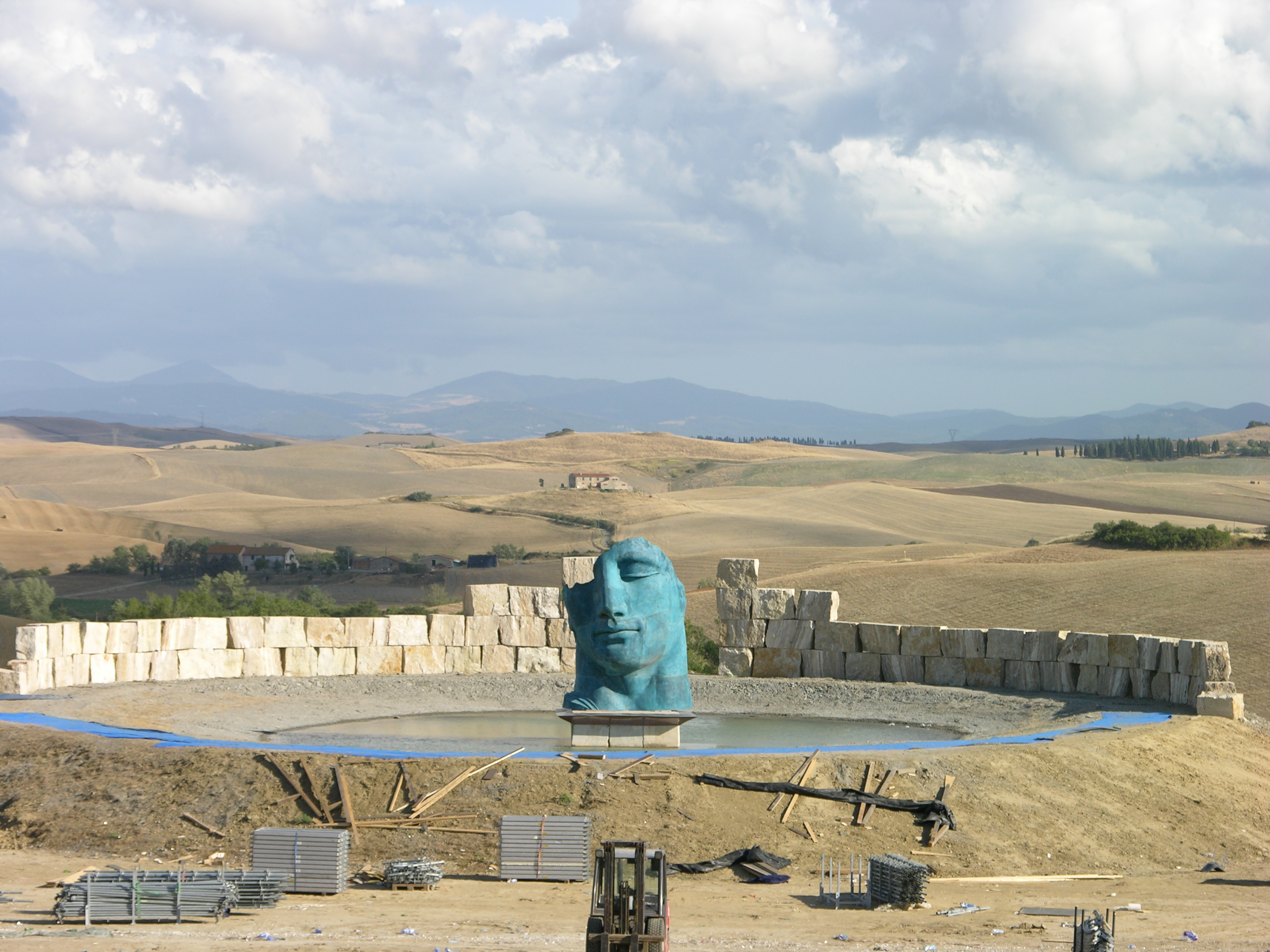
Teatro del Silenzio in Lajatico, Toskana

2006 initiierte Bocelli den Bau des Theaters Teatro del Silenzio nahe seinem Geburtsort Lajatico, das lediglich jährlich für eine Nacht im Juli für ein Konzert genutzt wird. Seitdem traten dort Künstler wie Plácido Domingo, Lang Lang, Kenny G, Laura Pausini, Sarah Brightman, Elisa, Heather Headley, Nicola Piovani, Roberto Bolle, Noa, Charice, und Katherine Jenkins auf.

## Privates
Bocelli heiratete 1992 seine erste Frau Enrica, die er beim Singen in einer Bar kennengelernt hatte. Aus der Ehe gingen die beiden Söhne Amos (* 1995) und Matteo (* 1997) hervor. Seit der Scheidung im Jahr 2002 lebt Bocelli in einer Beziehung mit Veronica Berti zusammen, mit der er 2012 die Tochter Virginia bekam. Das Paar heiratete 2014. Mit Berti lebt er in Forte dei Marmi.
Anfang Juni 2010 wurde ein Video Bocellis veröffentlicht, in dem er sich gegen Abtreibung ausspricht. Auf dem Klavier spielend erzählt er dem Zuhörer die Anekdote, dass seiner Mutter einst geraten wurde, ihren Sohn abzutreiben, weil er mit einer körperlichen Behinderung auf die Welt kommen würde.
Neben seiner Muttersprache Italienisch spricht Bocelli fließend Englisch, Französisch, Deutsch und Spanisch.

## Opern
- 2000: La Bohème
- 2003: Tosca
- 2004: Il trovatore
- 2005: Werther
- 2006: Pagliacci
- 2007: Cavalleria rusticana
- 2008: Carmen
- 2010: Andrea Chénier
- 2012: Roméo et Juliette
- 2014: Manon Lescaut
- 2015: Turandot
- 2016: Aida

## Diskografie
Studioalben

| Jahr | Titel Musiklabel                                        | Höchstplatzierung, Gesamtwochen, AuszeichnungChartplatzierungen (Jahr, Titel, Musiklabel, Platzierungen, Wochen, Auszeichnungen, Anmerkungen) | Höchstplatzierung, Gesamtwochen, AuszeichnungChartplatzierungen (Jahr, Titel, Musiklabel, Platzierungen, Wochen, Auszeichnungen, Anmerkungen) | Höchstplatzierung, Gesamtwochen, AuszeichnungChartplatzierungen (Jahr, Titel, Musiklabel, Platzierungen, Wochen, Auszeichnungen, Anmerkungen) | Höchstplatzierung, Gesamtwochen, AuszeichnungChartplatzierungen (Jahr, Titel, Musiklabel, Platzierungen, Wochen, Auszeichnungen, Anmerkungen) | Höchstplatzierung, Gesamtwochen, AuszeichnungChartplatzierungen (Jahr, Titel, Musiklabel, Platzierungen, Wochen, Auszeichnungen, Anmerkungen) | Höchstplatzierung, Gesamtwochen, AuszeichnungChartplatzierungen (Jahr, Titel, Musiklabel, Platzierungen, Wochen, Auszeichnungen, Anmerkungen) | Anmerkungen                                                  |
| Jahr | Titel Musiklabel                                        | DE | AT | CH | UK | US | IT | Anmerkungen                                                  |
| ---- | ------------------------------------------------------- | --- | --- | --- | --- | --- | --- | ------------------------------------------------------------ |
| 1994 | Il Mare Calmo della Sera Insieme (Polydor)              | DE40 (20 Wo.)DE | AT33 (12 Wo.)AT | — | — | — | — | Erstveröffentlichung: 18. April 1994 Verkäufe: + 100.000     |
| 1995 | Bocelli Insieme (Polydor)                               | DE1 ×4Vierfachplatin · (98 Wo.)DE | AT3 Platin · (38 Wo.)AT | CH1 ×4Vierfachplatin · (43 Wo.)CH | — | — | — | Erstveröffentlichung: 24. Februar 1995 Verkäufe: + 3.000.000 |
| 1995 | Viaggio Italiano Insieme (Polydor)                      | DE15 Gold · (28 Wo.)DE | AT19 (16 Wo.)AT | CH17 Gold · (7 Wo.)CH | UK24 Platin · (10 Wo.)UK | US153 Gold · (21 Wo.)US | — | Erstveröffentlichung: 1995 Verkäufe: + 1.737.500             |
| 1998 | Aria: The Opera Album Philips (Polygram)                | DE6 Gold · (20 Wo.)DE | AT5 Gold · (15 Wo.)AT | CH5 Gold · (12 Wo.)CH | UK33 Gold · (5 Wo.)UK | US59 Platin · (69 Wo.)US | — | Erstveröffentlichung: 23. März 1998 Verkäufe: + 1.897.500    |
| 1999 | Sogno auch bekannt als: Sueno Insieme (Polydor)         | DE6 Gold · (33 Wo.)DE | AT3 Gold · (21 Wo.)AT | CH1 ×2Doppelplatin · (31 Wo.)CH | UK4 Platin · (42 Wo.)UK | US4 ×2Doppelplatin · (72 Wo.)US | IT1 (… Wo.)IT | Erstveröffentlichung: 19. März 1999 Verkäufe: + 10.000.000   |
| 1999 | Arie Sacre auch bekannt als: Sacred Arias Insieme (UMG) | DE3 (11 Wo.)DE | AT2 Gold · (12 Wo.)AT | CH2 Platin · (16 Wo.)CH | UK20 Platin · (12 Wo.)UK | US22 Platin · (30 Wo.)US | IT1 (… Wo.)IT | Erstveröffentlichung: 9. November 1999 Verkäufe: + 2.300.000 |
| 2000 | Verdi Insieme (UMG)                                     | DE22 (18 Wo.)DE | AT8 (10 Wo.)AT | CH18 Gold · (21 Wo.)CH | UK17 Gold · (10 Wo.)UK | US23 Gold · (23 Wo.)US | IT2 (… Wo.)IT | Erstveröffentlichung: 11. September 2000 Verkäufe: + 837.500 |
| 2001 | Cieli di Toscana Sugar Music (UMG)                      | DE3 Gold · (20 Wo.)DE | AT4 Gold · (17 Wo.)AT | CH8 Platin · (15 Wo.)CH | UK3 Platin · (16 Wo.)UK | US11 Platin · (39 Wo.)US | IT4 (22 Wo.)IT | Erstveröffentlichung: 15. Oktober 2001 Verkäufe: + 2.404.198 |
| 2002 | Sentimento Sugar Music (UMG)                            | — | AT14 (11 Wo.)AT | CH22 Gold · (10 Wo.)CH | UK58 Platin · (2 Wo.)UK | US12 Platin · (20 Wo.)US | IT11 (14 Wo.)IT | Erstveröffentlichung: 4. November 2002 Verkäufe: + 2.185.000 |
| 2004 | Andrea Sugar Music (UMG)                                | DE41 (12 Wo.)DE | AT19 (14 Wo.)AT | CH12 (16 Wo.)CH | UK19 Gold · (7 Wo.)UK | US16 Platin · (22 Wo.)US | IT19 (23 Wo.)IT | Erstveröffentlichung: 1. November 2004 Verkäufe: + 1.362.500 |
| 2006 | Amore auch bekannt als: Amor Sugar Music (UMG)          | DE23 (13 Wo.)DE | AT4 Gold · (15 Wo.)AT | CH8 Gold · (16 Wo.)CH | UK4 Platin · (14 Wo.)UK | US3 ×2Platin (Amore) + Doppelplatin (Amor, Latin) · (59 Wo.)US                                                                                | IT2 (49 Wo.)IT | Erstveröffentlichung: 8. Februar 2006 Verkäufe: + 3.002.500  |
| 2008 | Incanto Sugar Music (UMG)                               | DE56 (4 Wo.)DE | AT40 (6 Wo.)AT | CH40 (11 Wo.)CH | UK12 Gold · (8 Wo.)UK | US8 (22 Wo.)US | IT5 (28 Wo.)IT | Erstveröffentlichung: 24. Oktober 2008 Verkäufe: + 275.849   |
| 2011 | Notte Illuminata Sugar Music (UMG)                      | — | — | — | — | — | — | Erstveröffentlichung: 8. Februar 2011 digitales Album        |
| 2013 | Passione Sugar Music (UMG)                              | DE40 (7 Wo.)DE | AT11 (6 Wo.)AT | CH35 (9 Wo.)CH | UK7 Silber · (9 Wo.)UK | US2 Gold · (21 Wo.)US | IT3 Gold · (29 Wo.)IT | Erstveröffentlichung: 25. Januar 2013 Verkäufe: + 655.500    |
| 2015 | Cinema Sugar Music (UMG)                                | DE60 (3 Wo.)DE | AT45 (4 Wo.)AT | CH33 (4 Wo.)CH | UK3 Gold · (15 Wo.)UK | US10 (10 Wo.)US | IT4 Gold · (29 Wo.)IT | Erstveröffentlichung: 23. Oktober 2015 Verkäufe: + 256.000   |
| 2018 | Sì auch bekannt als: Sì Forever Sugar Music (UMG)       | DE10 (16 Wo.)DE | AT10 (11 Wo.)AT | CH10 (17 Wo.)CH | UK1 Gold · (24 Wo.)UK | US1 (10 Wo.)US | IT6 Gold · (25 Wo.)IT | Erstveröffentlichung: 26. Oktober 2018 Verkäufe: + 165.000   |
| 2020 | Believe Sugar Music (UMG)                               | DE39 (7 Wo.)DE | AT27 (6 Wo.)AT | CH49 (9 Wo.)CH | UK3 (7 Wo.)UK | US26 (6 Wo.)US | IT12 (7 Wo.)IT | Erstveröffentlichung: 13. November 2020 Verkäufe: + 20.000   |

## Auszeichnungen und Ehrungen (Auswahl)
- 1994: Sieg in der Newcomer-Kategorie des Sanremo-Festivals
- 1995: 4. Platz im Hauptwettbewerb in Sanremo mit Con te partirò
- 1997: Bambi in der Kategorie „Klassik“
- 1997: Echo für Viaggio Italiano in der Kategorie „Best seller of the year“
- 1997: Echo Rock/Pop Single national für Time to Say Goodbye
- 1998: Sonder-ECHO
- 1998: Kristallapfel der Stadt New York, das Wahrzeichen der Stadt[56]
- 1998: World Music Awards als „Bester italienischer Sänger“ und „Bester klassischer Interpret“
- 1998: Sonder-ECHO
- 1999: Golden Globe für The Prayer im Duett mit Céline Dion
- 1999: Oscar-Nominierung für The Prayer
- 2000: ECHO Kategorie „Bestseller of the year“ für das Album Sacred Arias[57]
- 2000: Eintrag im Guinness-Buch der Rekorde, weil er zur gleichen Zeit die ersten drei Plätze der amerikanischen Charts besetzt (Sacred Arias, Aria-The Opera Album, Viaggio Italiano)[58]
- 2000: Goldene Europa Kategorie Klassik
- 2000: Classical BRIT Award für Sacred Arias
- 2001: Platinum Europe Award für eine Million verkaufte Exemplare (Album Cieli di Toscana)
- 2001: Italian Music Award als Botschafter der italienischen Musik auf der Welt
- 2002: Goldene Kamera Kategorie Music & Entertainment
- 2002: Classical BRIT Award für „herausragende Leistungen in der Musik“[59]
- 2003: ECHO Klassik Bestseller Sentimento
- 2003: Classical BRIT Award Kategorie „Album des Jahres“ (Sentimento)
- 2003: Classical BRIT Award für „Best selling classical album“ (Sentimento)
- 2003: UK National Music Award als „Favourite Specialist Performer“
- 2006: World Music Award für „Bester italienischer Sänger“
- 2006: Grande Ufficiale Ordine al merito della Republica Italiana
- 2007: Premio Barocco Kategorie „Italienische Musik weltweit“
- 2007: World Musik Awards als „Bester italienischer Sänger“ und „Verkaufsträchtigster Klassiksänger weltweit“
- 2008: Telegatto Kategorie „Italienische Musik weltweit“[60]
- 2009: Orden del Mérito de Duarte, Sánchez y Mella
- 2009: Premio Faraglioni[61]
- 2010: Eigener Stern beim Hollywood Walk of Fame[62]
- 2010: World Music Award Kategorie „World’s Best Classical Artist“[63]
- 2015: Preis Kunst, Wissenschaft und Frieden[64]
- 2003 wurde ein Stück der Adriaküste nach Bocelli benannt
- 2008 wurde der Asteroid (21891) Andreabocelli nach Bocelli benannt